# SmartRider
SmartRider是澳大利亞第四大城市珀斯的非接觸式智能卡，由公共交通局管理，可用於巴士、列車和渡輪。
2018年，西澳州政府宣佈將斥資3400萬澳元以更新SmartRider系統，預計2021年啟用，方便非接觸式信用卡和手機支付併入。
更新將設立4200個新的SmartRider讀卡機和新的售票機，預計2023年全面投入服務。